# Scheloribates perisi
Scheloribates perisi är en kvalsterart som beskrevs av Pérez-Íñigo 1982. Scheloribates perisi ingår i släktet Scheloribates och familjen Scheloribatidae. Inga underarter finns listade i Catalogue of Life.